# 長野県道75号駒ヶ根駒ヶ岳公園線
長野県道75号駒ヶ根駒ヶ岳公園線（ながのけんどう75ごう こまがねこまがたけこうえんせん）は、長野県駒ヶ根市から上伊那郡宮田村に至る県道（主要地方道）である。

## 概要
JR飯田線駒ケ根駅前を起点とし、駒ヶ根市市街で国道153号と一部重用して、中央自動車道駒ヶ根インターチェンジ前を通過し、宮田村の中央アルプス駒ヶ岳の中腹にあるしらび平を終点とする。

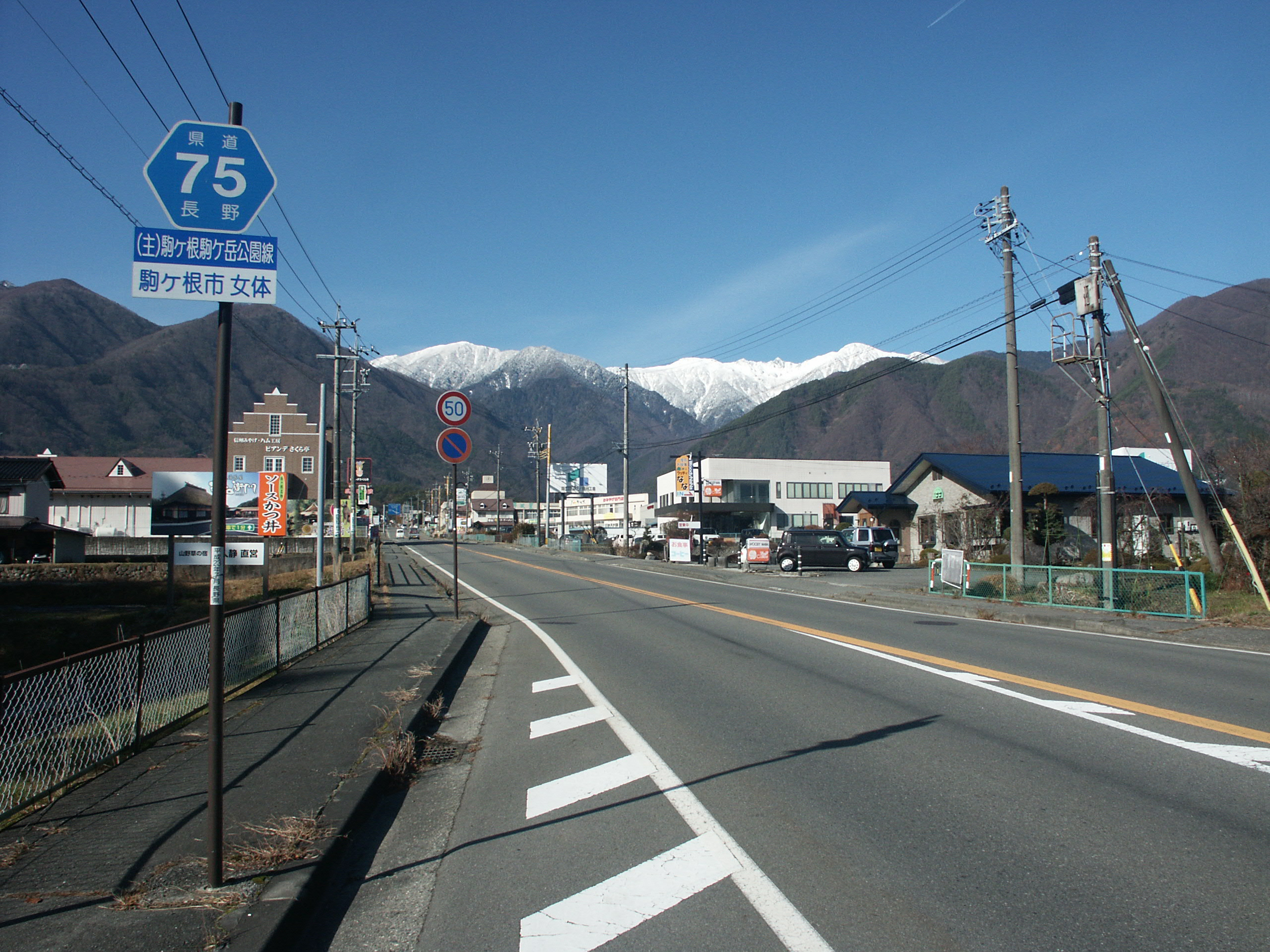
駒ヶ根市女体付近

新太田切発電所より上は一般車両の通行が規制されており、地元の中央アルプス観光と伊那バスの2社でバスで輸送を行っている。しらび平から先は駒ヶ岳ロープウェイがある。

### 路線データ
- 起点：駒ヶ根市中央
- 終点：上伊那郡宮田村

## 歴史
- 1976年（昭和51年）10月14日：駒ヶ岳駒ヶ根停車場線を認定。
- 1982年（昭和57年）4月1日：建設省から、駒ヶ岳駒ヶ根停車場線を主要地方道駒ヶ根駒ヶ岳公園線へ指定[1]。
- 1982年（昭和57年）9月13日：駒ヶ岳駒ヶ根停車場線を駒ヶ根駒ヶ岳公園線へ変更。
- 1993年（平成5年）5月11日 - 建設省から、県道駒ヶ根駒ヶ岳公園線が駒ヶ根駒ヶ岳公園線として主要地方道に再指定される[2]。

## 路線状況

### 重複区間
- 国道153号（駒ヶ根市中央・仲町広小路交差点 - 駒ヶ根市北町・北町交差点）

## 地理

### 通過する自治体

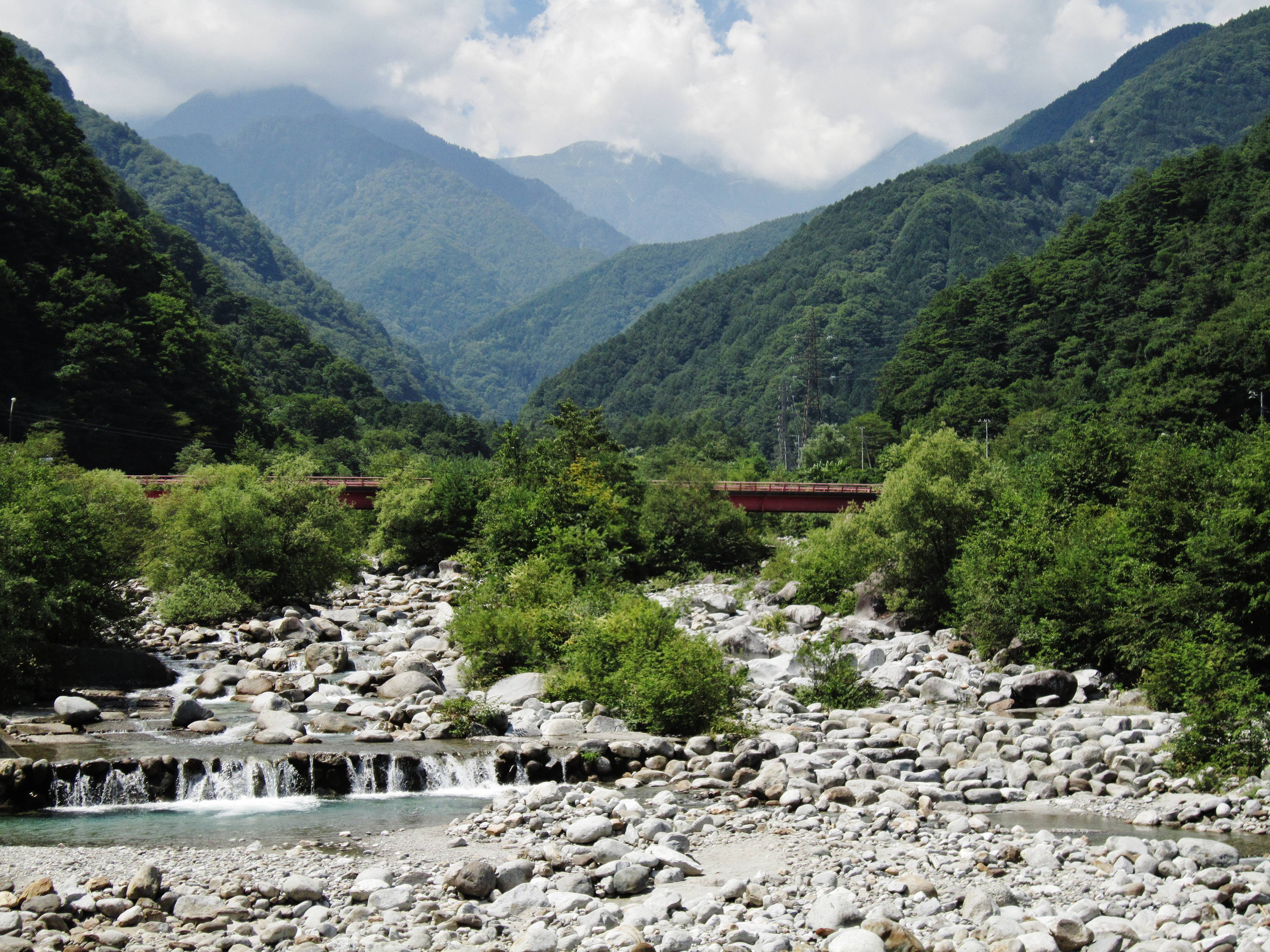
太田切川に架かる駒ヶ根橋

- 駒ヶ根市
- 上伊那郡宮田村

### 交差する道路
- 国道153号（駒ヶ根市中央・仲町広小路交差点）
- 国道153号（駒ヶ根市北町・北町交差点）
- 伊那中部広域農道（中央アルプス花の道）（駒ヶ根市 北原交差点）
- 中央自動車道 駒ヶ根インターチェンジ（駒ヶ根市赤穂・インター入口交差点）

### 沿線にある施設など

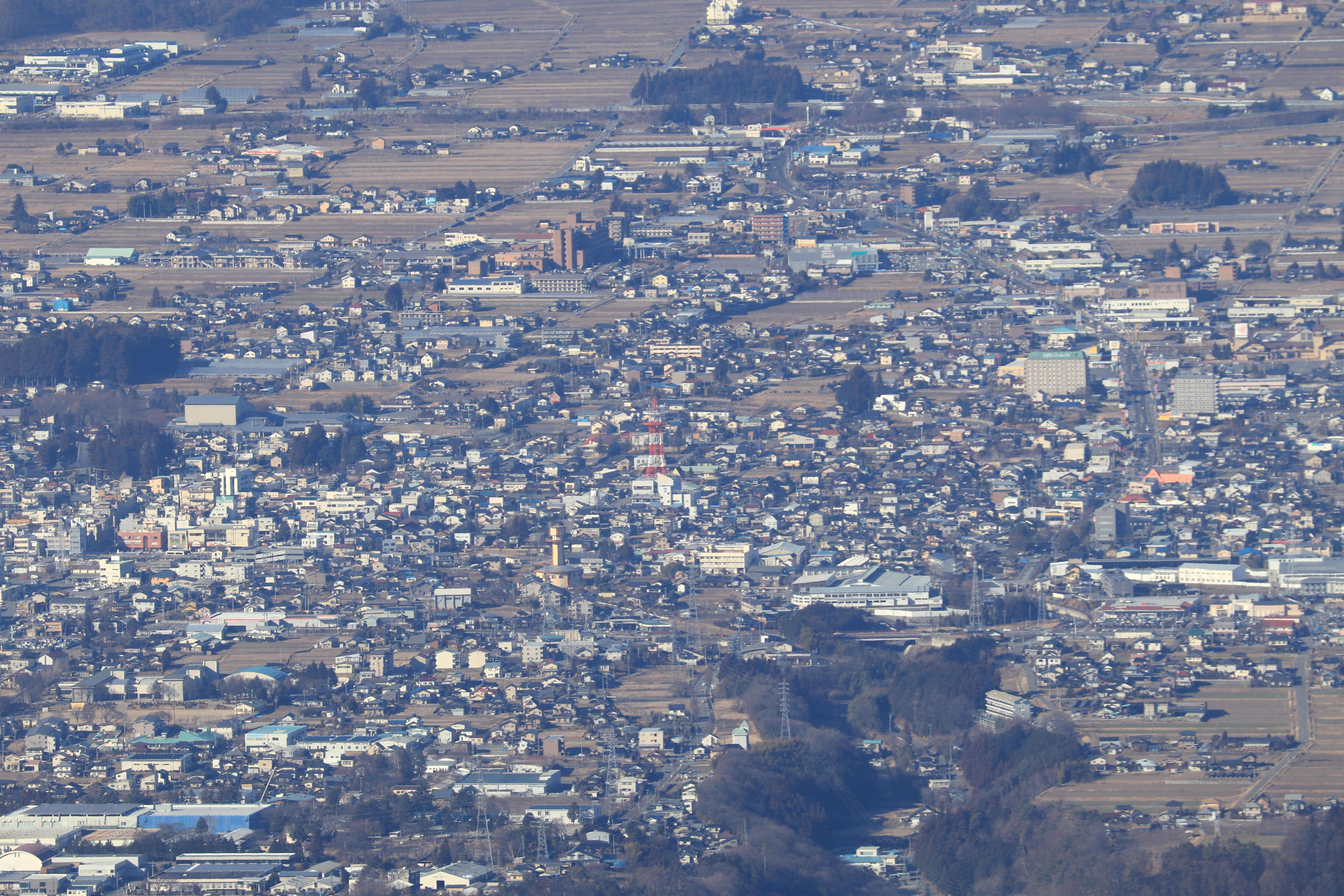
東から望む駒ケ根駅から駒ヶ根インターチェンジにかけての県道周辺

- 飯田線 駒ケ根駅
- 長野県看護大学
- 昭和伊南総合病院
- 光前寺
- 駒ケ根高原美術館跡
- 中央アルプス観光菅の台バスセンター
- 早太郎温泉
- 太田切川
- 駒ヶ根高原スキー場
- 駒ヶ岳ロープウェイ しらび平駅